# Adriaan Koonings
Pour les articles homonymes, voir Koning.
 (octobre 2014).
Si vous disposez d'ouvrages ou d'articles de référence ou si vous connaissez des sites web de qualité traitant du thème abordé ici, merci de compléter l'article en donnant les références utiles à sa vérifiabilité et en les liant à la section « Notes et références ».
Adriaan Koonings (né le 23 décembre 1895 à Rotterdam et mort le 18 avril 1963 dans la même ville), est un footballeur et entraîneur néerlandais.

## Biographie
En tant qu'attaquant, Adriaan Koonings fut international néerlandais lors d'un match, pour aucun but inscrit. Ce match fut joué le 18 avril 1924 à Amsterdam contre l'Allemagne lors d'un match amical, qui se solda par une défaite (0-1).
Il joua toute sa carrière dans le club de sa ville natale, le Feyenoord Rotterdam de 1915 à 1930. Il remporta deux fois le championnat (1924 et 1928) ainsi qu'une coupe des Pays-Bas en 1930. Fidèle au club, il le dirigea entre 1946 et 1950, mais il ne remporta rien.

## Clubs

### En tant que joueur
- 1915-1930 :  Feyenoord Rotterdam

### En tant qu'entraîneur
- 1946-1950 :  Feyenoord Rotterdam

## Palmarès
- Championnat des Pays-Bas de football

- - Champion en 1924 et en 1928
- Coupe des Pays-Bas de football
  - Vainqueur en 1930